# 다발성 장기 부전
다발성 장기 부전(多發性臟器不全, 영어: multiple organ dysfunction syndrome, MODS, multiple organ failure, MOF) 또는 총체적 장기 부전은 몸속 장기들이 제 기능을 하지 못하고 멈추거나 심하게 둔해지는 상태를 뜻한다.
원인은 여러가지인데 폐렴, 신장염, 후두염 등을 유발하는 감염균이 온몸에 돌아다는 균혈증 상태일 때나, 패혈증과 같은 증상이 나타날 때, 암으로 인한 항생제 복용으로 면역력이 약해 졌을 때 주로 일어난다. 교통사고나 추락 등 외부 충격에 의한 상해로 발생하기도 한다.

## 같이 보기
- 폐렴
- 체외막산소공급(ECMO, ECLS)
- 간질성 폐질환(ILD)
- 패혈증(셉시스)
- 폐색전증(PE)
- 호흡 부전
- 급성호흡곤란증후군(ARDS)
- 의료호흡기
- 심폐소생술(CPR)